# Palmanova (ort)
Palmanova är en ort på den spanska ön Mallorca i Medelhavet.   Den ligger i regionen Balearerna, 500 km öster om huvudstaden Madrid. Palmanova ligger 7 meter över havet och antalet invånare är 7 017. 
Terrängen runt Palmanova är kuperad åt nordväst, men söderut är den platt. Havet är nära Palmanova åt sydost.  Närmaste större samhälle är Palma de Mallorca, 10,7 km nordost om Palmanova. 